# Aonio Paleario
Antonio della Pagliara, o Antonio Della Paglia, latinizzato in Aonio Paleario (Veroli, 1503 – Roma, 3 luglio 1570), è stato un umanista italiano.
Noto come riformatore religioso, fu impiccato e bruciato sul rogo come eretico.

## Biografia

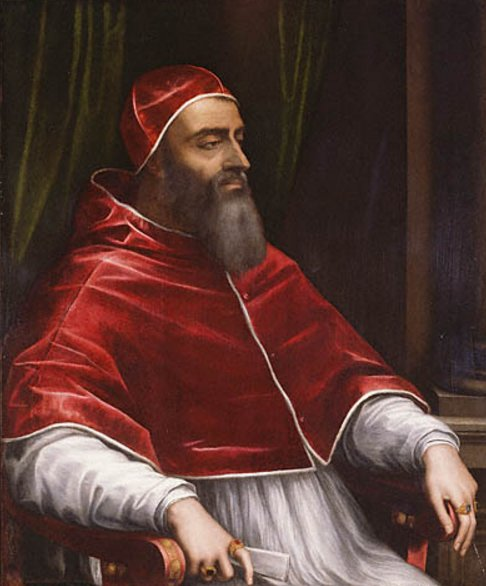
Papa Clemente VII, ritratto da Sebastiano del Piombo

Aonio Paleario nacque dal magister, artigiano salernitano, Matteo della Pagliara e da Clara Jannarilli. Fino a diciassette anni studiò sotto un amico di famiglia, il notaio verulano Giovanni Martello, che lo istruì nella grammatica e nei classici latini.
Nel 1520 fu a Roma, per studiare, fino al 1527, nell'Università della Sapienza, letteratura greca, latina e filosofia. Dovette avere per professore di latino il poeta Pierio Valeriano, autore di un De litteratorum infelicitate, per professore di greco Pietro Alcionio e come insegnante di filosofia l'averroista Ludovico Boccadiferro.
Introdotto nell'ambiente romano dallo stesso vescovo di Veroli, Ennio Filonardi, Aonio frequentò le nobili case dei Cesarini, dei Maffei e dei Frangipane, ove ascoltò ed espresse le proprie convinzioni su temi dibattuti come quelli dell'immortalità dell'anima, del libero arbitrio o della lingua letteraria. Un incidente con il cardinale Alessandro Cesarini, che lo cacciò di casa accusandolo di avergli sottratto dalla biblioteca certe note filologiche sulla Storia di Roma di Livio, fu forse decisivo per fargli abbandonare la città nel 1529 e andare a Perugia a visitare il Filonardi, governatore da quello stesso anno della città umbra su incarico di papa Clemente VII.

### Il soggiorno a Padova
Il Paleario declina la proposta del Filonardi di un incarico di insegnante di latino nell'Università perugina: diretto a Padova, il 27 ottobre 1530 giunge a Siena dove si trattiene per un anno, ospite della ricca e importante famiglia di Antonio Bellanti. Ma è il prestigioso Studio di Padova, centro della filosofia aristotelica in Italia, che attira gli interessi del giovane che conta di intrattenervisi a lungo: per questo motivo, venduti i beni posseduti a Veroli, nell'autunno del 1531 giunge nella città veneta.

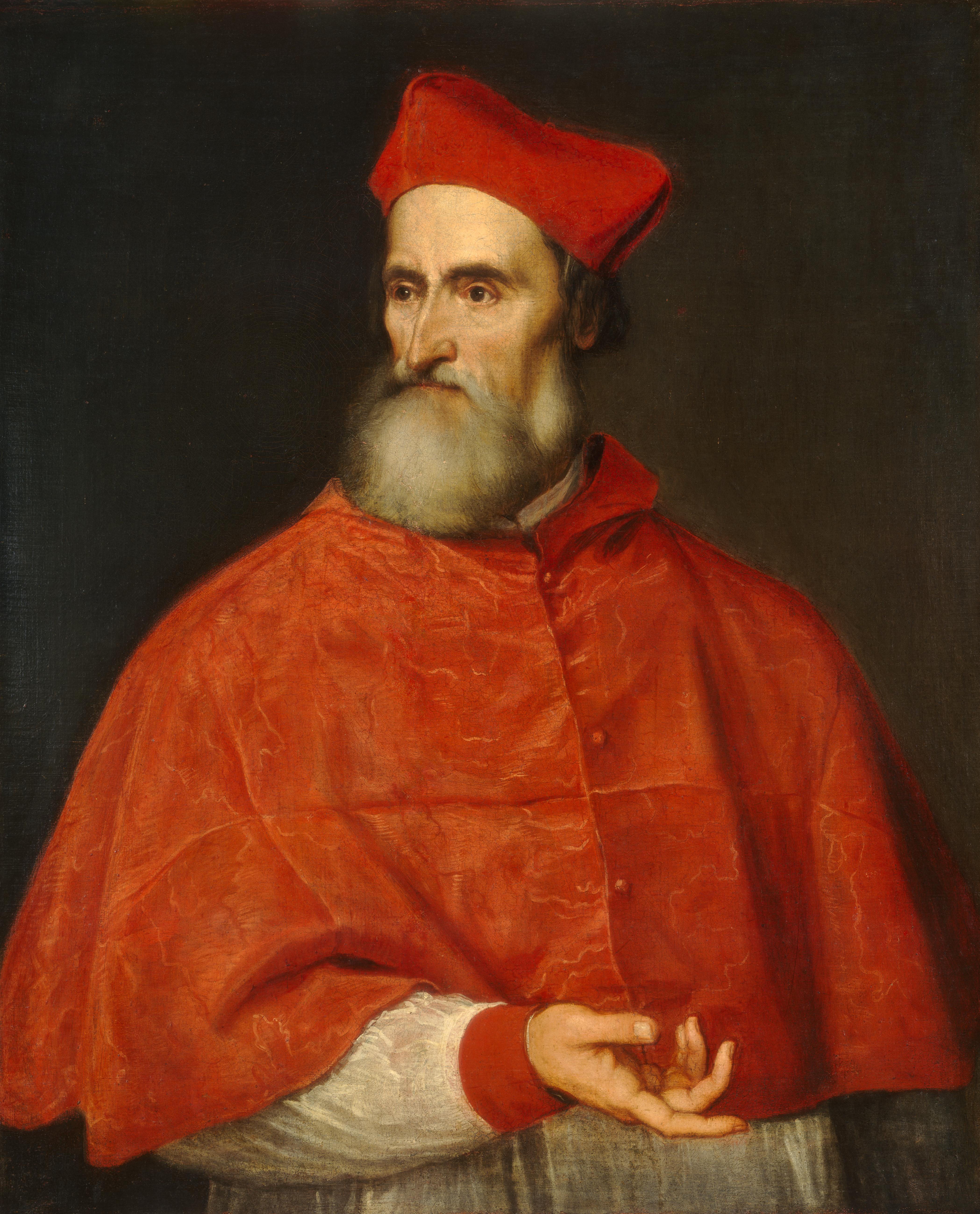
Ritratto di Pietro Bembo, opera di Tiziano

S'intrattiene a Padova fino all'11 febbraio 1536, con un'interruzione di poco più di un anno, nel 1533, perché richiamato a Siena dal Bellanti, dei quattro figli del quale sarà precettore. A Padova frequenta Pietro Bembo, l'umanista Lazzaro Bonamico, molto amico del cardinale Reginald Pole, il quale risiedette tra Padova e Venezia dal 1532 al 1536, e in particolare dell'umanista Benedetto Lampridio.
Nel circolo intellettuale patavino era maturata l'iniziativa di tradurre in italiano, a cura dell'allievo del Bembo, Emilio degli Emili, l'Enchiridion militis christiani di Erasmo da Rotterdam, traduzione apparsa nel 1531 a Brescia, dove l'umanista indicava, a soluzione di un'autentica riforma della Chiesa, il ritorno al Vangelo quale unico testo di ispirazione per il cristiano; e alta era la considerazione del Paleario per Erasmo tanto che, subito dopo l'elezione di papa Paolo III, si diffuse la notizia della prossima convocazione di un concilio: Aonio, il 5 dicembre 1534, da Siena, dove era tornato l'anno prima, scrisse a Erasmo una lettera invitandolo a prendere l'iniziativa di un accordo con i teologi tedeschi, nella comune volontà di giungere a una riforma della Chiesa condivisa da tutti i cristiani.
Il Paleario non crede all'utilità di un concilio a cui partecipino solo persone preda «della ricchezza, dell'adulterio, dell'incesto, della corruzione, della superbia, della crudeltà» e che non possono neanche essere considerati cristiani: la soluzione sarebbe un concilio di rappresentanti della Chiesa «in quanto comunione dei santi, assemblea di coloro che conducono una buona vita cristiana».
Tornato a Padova, conclude il suo poemetto De animorum immortalitate, che viene stampato nel 1536 a Lione: dedicato a Ferdinando d'Asburgo, fratello dell'imperatore Carlo V, è accompagnato da una lettera indirizzata a Pier Paolo Vergerio, vescovo di Capodistria e allora ambasciatore pontificio presso Ferdinando, nella quale Aonio insinua il suo desiderio di poter ottenere un impiego nella corte imperiale.
Il poemetto utilizza tanto le sue conoscenze della filosofia stoica e aristotelica che le suggestioni del neoplatonismo ficiniano, nell'espressa convinzione che l'anima umana, rivestita di divinità, tenda naturalmente all'immortalità. Scritto in forme lucreziane, non è opera originale nel panorama filosofico umanistico, ma ebbe successo nei circoli intellettuali, non solo italiani, ma anche francesi e spagnoli.

### Il ritorno in Toscana

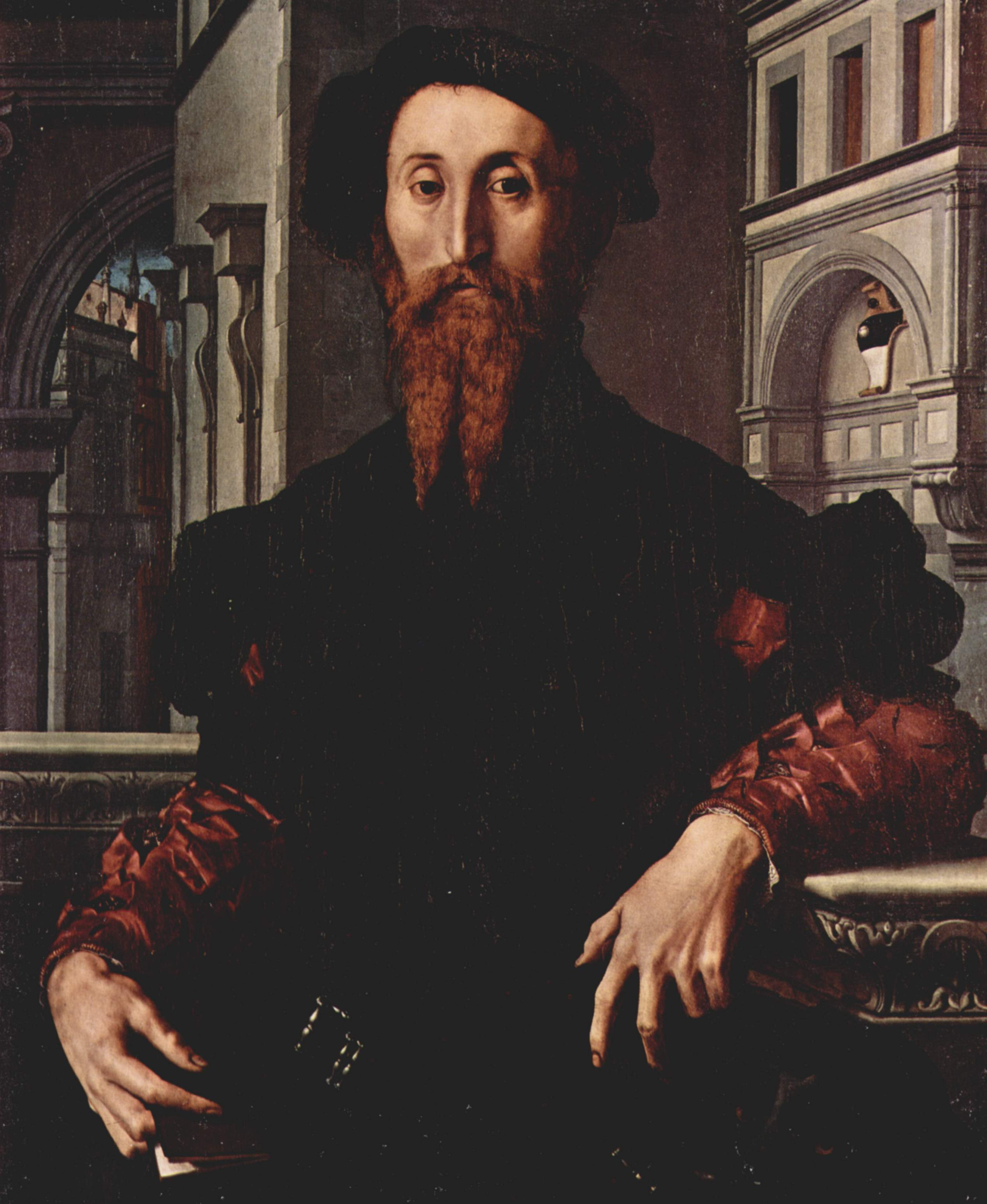
Bartolomeo Panciatichi, ritratto dal Bronzino

Lasciata Padova, ritorna a Siena nel 1536, dove insegna privatamente e si occupa anche dell'educazione dei figli dell'amico Antonio Bellanti, morto quello stesso anno. Compra una casa a Colle di Val d'Elsa e si sposa l'11 ottobre 1537 con Marietta Guidotti, figlia di una famiglia di piccoli proprietari terrieri; con la dote della moglie e contraendo un forte debito, compra un'altra casa e un terreno nella vicina Cercignano. Nasceranno cinque figli, Aspasia, nel 1538, Sofonisba, nel 1540, Lampridio, così chiamato in ricordo dell'amico umanista, morto da poco, nel 1544, Fedro, nel 1548 e un'altra Sofonisba, così chiamata quando l'altra figlia dallo stesso nome si fa suora nel 1555. La primogenita Aspasia andrà invece sposa a Fulvio di Giuliano da Colle e dal loro matrimonio nascerà Orazio Della Rena.
Si lega di amicizia con l'ambiente della cultura fiorentina, che mostra attenzione e anche simpatia per la riforma protestante, come l'umanista Piero Vettori, Francesco Verino il Vecchio, professore di filosofia, il letterato Bartolomeo Panciatichi, il segretario del duca Cosimo I de' Medici, Pier Francesco Riccio, il diplomatico Francesco Campana, l'umanista Pietro Carnesecchi.
Nel 1540 viene a predicare a Colle di Val d'Elsa un teologo domenicano, Vittorio da Firenze. Sembra che costui fosse informato che il circolo del Paleario non avesse fama di praticare una sufficiente ortodossia religiosa. Accusò pubblicamente che vi fossero sostenitori delle tesi del defunto domenicano Tommaso de Vio - che a suo tempo aveva sostenuto la possibilità di un accordo con i riformatori tedeschi - i quali avrebbero anche attaccato con un libretto anonimo teologi cattolici della fama di un Giovanni Eck o di un Giovanni Fisher.
La risposta del Paleario a Vittorio da Firenze sarebbe potuta degenerare pericolosamente se non fosse intervenuto lo stesso governo della Repubblica senese a porre termine alla polemica. Ma persistettero i sospetti di luteranesimo, derivati da un'operetta, andata perduta, Della pienezza, satisfazione et sofficienza del sangue di Cristo, dove il Paleario avrebbe negato l'esistenza del Purgatorio, considerata un'invenzione «tratta in gran parte dai pitagorici, dai platonici e dai poeti; con l'affermazione di questa trovata viene annientata la remissione dei peccati, viene fatta grave offesa al sangue del Patto, contro l'attestazione di tutti i profeti, mentre gli apostoli insegnano in maniera molto diversa».

### Il primo processo

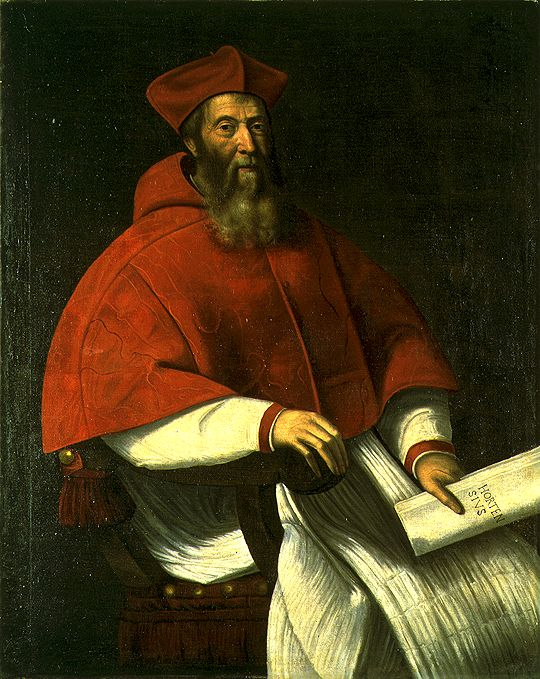
Il cardinale Sadoleto

Accusato d'eresia nel giugno 1542 davanti a un tribunale formato dal vescovo di Siena Francesco Bandini Piccolomini e da tre teologi, il 12 dicembre, dopo essere stato interrogato sui principi della fede cattolica, fu assolto per insufficienza di prove, grazie all'appoggio del cardinale Jacopo Sadoleto e alla moderata adesione alle tesi riformiste del Piccolomini che, nel Concilio di Trento, sarà sostenitore della giustificazione per la sola fede.
Su questa vicenda Paleario scrisse, nel 1543 o 1544, l'orazione Pro se ipso, pubblicata poi nel 1552, ove immagina non solo di difendersi pubblicamente, davanti al Senato senese, presenti la moglie, gli amici e gli avversari, ma di difendere insieme la libertà della coscienza, della cultura, dell'aperto confronto delle idee: «Mi vergogno di essermi imbattuto in questi tempi» - scrive - «in cui non ci rende degni di onore la religiosità, la rettitudine, la specchiata onestà, il desiderio di aiutare gli altri, l'inclinazione verso Dio [...] ma una collana d'oro, qualche simbolo di Lui portato sul mantello, anche se l'animo pieno di vizi aborre dall'onorarlo, il cuore rifugge e tutte le azioni gli sono contrarie» e non teme di ammettere di tenere in alta considerazione teologi sospetti come Ecolampadio, Erasmo, Bucero, Melantone, Lutero: «Coloro che accusano i tedeschi, per gli argomenti desunti dai commenti, accusano Origene, Crisostomo, Cirillo, Ireneo, Ilario, Agostino, Girolamo: e se io mi sono proposto di imitare costoro, perché m'importuni, perché cianci che io sarei d'accordo con i tedeschi? Se essi seguono quei santissimi uomini, a me non è lecito seguirli?».
Scrive di non preoccuparsi della minaccia delle punizioni: «non è indecoroso essere battuto con la verga, essere sospeso alla fune, ficcato in un sacco, gettato in pasto alle bestie feroci, bruciato, se con questi supplizi la verità deve essere portata alla luce». E conclude ricordando Bernardino Ochino, il generale dei cappuccini costretto a fuggire dall'Italia per evitare i rigori dell'Inquisizione.

### Progetto di riforma

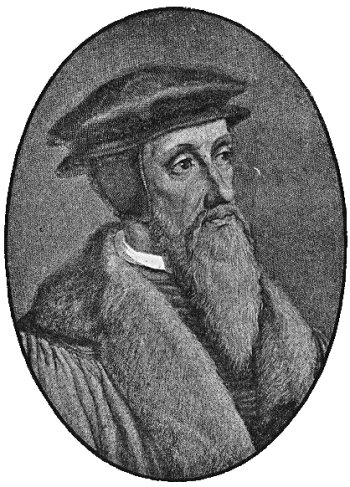
Giovanni Calvino

L'anno dopo, il 20 dicembre 1544, alla notizia della convocazione, prevista per il 25 marzo 1545, di un concilio a Trento, scrive da Roma una lettera a Lutero, a Calvino, a Melantone e a Bucero, simile a quella che aveva scritto dieci anni prima a Erasmo, in cui afferma di aver elaborato, insieme ad alcuni "fratelli" - non specificati, ma si pensa almeno a Lelio Torelli e a Mariano Sozzini - un progetto per risolvere i problemi della Chiesa.
Ribadito che papa Paolo III, la curia e la maggior parte dei vescovi sono corrotti e intendono solo mantenere il loro potere sulla comunità dei credenti e persino sul potere laico, occorre che il nuovo concilio, affinché sia realmente produttivo e governato dallo Spirito Santo, debba essere convocato dall'imperatore e dai re e dai prìncipi dei diversi Stati europei; la comunità dei fedeli indicherà uomini esperti e onesti e, attraverso successive selezioni, si individueranno sei o sette persone per ogni nazione, fino a giungere, insieme a dodici vescovi scelti dal papa e dagli altri vescovi per la loro vita irreprensibile, a un'assemblea conciliare di "giudici" che, godendo di ogni garanzia di agire e parlare liberamente, ascolterà tutte le petizioni popolari, decidendo nel merito per il bene del popolo cristiano.
Si trattava di una proposta rivoluzionaria per l'assoluta preminenza data all'elemento popolare, la plebs sancta, che non aveva nessuna possibilità di essere accolta, né dalle autorità ecclesiastiche né da quelle civili e forse nemmeno dai riformatori tedeschi, la cui risposta alla lettera, se mai ci fu, non è nota.

### A Lucca
Il concilio si aprì a Trento il 13 dicembre 1545 senza la partecipazione dei protestanti – fra loro anche divisi in luterani, calvinisti e zwingliani – segnando la definitiva frattura del mondo cristiano.
Per Paleario, dopo l'esperienza del processo, era necessario allontanarsi da Siena: il 28 luglio 1546, forse per interessamento di Pier Vettori, ottenne la nomina di professore di lettere classiche nelle scuole superiori della Repubblica di Lucca (vedi Università di Lucca), prendendo servizio il 1º novembre. Il suo compito consisteva nell'insegnamento di Cicerone, Virgilio, Orazio e Catullo, di un autore greco e di pronunciare due orazioni ogni anno, a marzo e settembre, a educazione dei giovani affinché apprendessero le forme dell'eloquenza.
Pronuncerà in tutto, dal 1546 al 1550, nove Orationes ad Senatum Populumquem Lucensem, pubblicate a Lucca nel 1551 e scriverà il Dialogo intitolato il Grammatico, overo delle false esercitazioni delle Scuole, stampato a Venezia solo nel 1567, ove spiega che il compito del retore è di presentare i testi e di commentarli, spiegando il loro significato filologico e storico, in modo che gli allievi ripetessero a lungo in sé stessi i concetti esposti nella lezione. Nelle orazioni esalta la repubblica perché ha costituito un governo che unisce aristocrazia e borghesia, condanna una rivolta, recentemente avvenuta, del popolo minuto, la cosiddetta rivolta degli Straccioni, invitando tuttavia i ricchi a tener conto delle necessità dei più poveri: mostra, in queste opere di retorica circostanza, un equilibrio razionalistico d'impronta erasmiana.

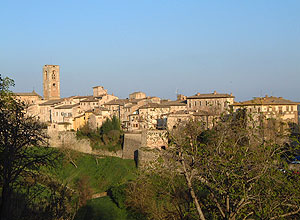
Colle di Val d'Elsa

Ma non dovette limitarsi a neutre presentazioni di opere classiche, se nella sua Cronica di Lucca Giovanni Sanminiati lo considera responsabile della diffusione del luteranesimo fra i lucchesi, indotti all'eresia «da falzi predicatori e da un maestro primo della scuola della grammatica nominato Laonio, che invece delle buone lettere in che era peritissimo, imprimeva questa falza dottrina».
La posizione dei sospetti di luteranesimo si fa particolarmente difficile in questi anni: non pochi, nel 1555, partiranno alla volta di Ginevra: Paleario, il cui incarico d'insegnante scade alla fine del 1554, non ne chiede il rinnovo e, munito di salvacondotto a causa della guerra tra Firenze e Siena, parte alla volta di Colle di Val d'Elsa per riunirsi con la famiglia.
È datata 15 agosto 1555 la dedica del suo scritto Dell'economia o vero del Governo della casa di messer Aonio Paleari che è il seguito di un precedente, che trattava del Governo della città, andato perduto. Svolto in forma di dialogo, si rifà a una tradizione che annovera, tra gli altri, il Della famiglia dell'Alberti e il Re uxoria di Francesco Barbaro; concepito il matrimonio con una donna come «cara compagnia, che del ben tuo s'allegri, come del suo medesimo, del male s'attristi, come del suo stesso», vi afferma l'eguaglianza fra uomo e donna, con un'armonia di vita che solo può realizzarsi grazie alla conformità dei costumi e della religione, all'accordo sull'educazione dei figli, al buon trattamento dei servi, nell'amare «ciascuno che della specie dell'uomo sia».
Anche in questo trattato è esplicita una violenta polemica con l'istituzione ecclesiastica, della quale Paleario rifiuta ogni ingerenza nell'educazione dei figli, perché «lo sciocco fraticello» ha una visione retriva dell'educazione della donna, che vuole mantenere sottomessa, ignorante e bigotta, né manca un duro attacco alla curia romana, «viziosa e lorda feccia di tutti i vizi, incomportabile ricetto di ogni scelerità e corrotta vita, esaltatrice e sostegno d'ignoranti e d'adulatori». Ma per Paleario restano importanti per una buona educazione dei figli le «scritture sante dove sono ascosi tutti i tesori della sapienza di Dio» le quali ci inducono al timore di Dio «per lo quale la semplice fanciullezza segue la buona via di costumi, la vaga giovanezza s'astiene da molti vizi, l'età piena non fa cosa non degna di lode, l'inferma vecchiezza allegramente vive sostenuta da altissime speranze».

### A Milano

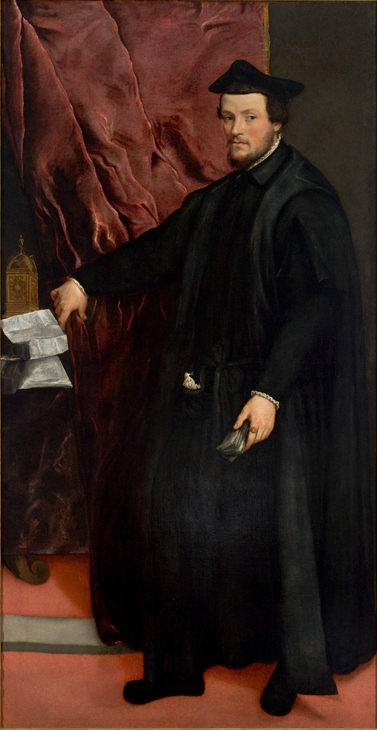
Il cardinale Madruzzo, ritratto da Tiziano

Con l'appoggio di Francesco Grasso, giurista milanese, di Annibale della Croce, umanista e già segretario del Senato milanese e del precettore, già insegnante di retorica a Como, Primo Conte, Paleario ottiene dal Senato di Milano la cattedra di studi umanistici rimasta vacante dalla morte del professore Marcantonio Maioragio, avvenuta il 4 aprile 1555 e nella chiesa di Santa Maria della Scala, il 29 ottobre 1555, tiene l'orazione inaugurale, che fu stampata poche settimane dopo col titolo di Prefatio de ratione studiorum.
In essa sostenne il legame fra scienza e retorica, in un'unione fra l'Aristotele della Politica e il maestro di retorica Cicerone, lo studio dei quali, per Paleario, è di grande utilità per i giovani che volessero dedicarsi alla cosa pubblica. Nel dialogo Il grammatico sostiene che la lingua latina è il veicolo per la conoscenza della cultura del tempo, non già l'occasione di esercitazioni retoriche.
Nella cerchia delle sue amicizie, si annoverano l'umanista Publio Francesco Spinola, il cardinale Cristoforo Madruzzo, governatore di Milano dal 1556 al giugno 1557, lo storico Giovanni Michele Bruto, che lo definì «poeta summo atque oratore summo», Mino Celsi, senese, autore di un De haereticis capitali supplicio non afficiendis, erasmiano, col quale condivise la rivendicazione della libertà di coscienza e della tolleranza religiosa.
Con l'abdicazione di Carlo V e la successiva pace di Cateau-Cambrésis s'illuse che si potesse instaurare in Europa un periodo decisivo di tranquillità fra le nazioni e di tolleranza religiosa: l'orazione De pace si fa portatrice di queste sue speranze. Ma già il 13 gennaio 1559 si rifece vivo a Milano quel Vittorio da Firenze, promotore del processo senese a carico di Aonio, denunciandolo nuovamente d'eresia; le generiche accuse portate dal domenicano non furono ritenute sufficienti dall'inquisitore Angelo da Cremona che il 23 febbraio 1560 assolse l'umanista. Nella Svizzera riformata non andavano meglio le cose: i calvinisti perseguitavano coloro che ai loro occhi apparivano eretici, mandando al rogo Michele Serveto e affogando gli anabattisti.
In tutta l'Italia, a seguito della conclusione del Concilio di Trento, si rafforza la vigilanza contro la propaganda protestante: nel marzo del 1563 l'inquisitore di Milano ordinava di controllare i traffici commerciali con «Squizzeri e Grisoni, li quali sotto specie di mercanzie, che mandano in diverse parti del mondo, hanno intelligenze e corrispondenze secrete non solo pertinenti alla lor setta, ma di pigliare a certi tempi l'armi in mano et sollevarsi contro li lor prìncipi», e nel 1565 s'insediava nell'arcivescovado di Milano quel Carlo Borromeo che assumerà nell'istruzione dei fedeli e, insieme, nella repressione dell'eresia, con la creazione di una rete capillare d'informatori, il principale compito della sua opera pastorale.

### L'Actio in pontifices romanos
Nel 1566 termina di scrivere quella che rimane la sua opera principale, l'Actio in Pontifices Romanos et eorum asseclas ad imperatorem Romanum, reges et principes Christiane reipublicae, summos oecumenici concilii praesides, conscripta cum de concilio Tridenti habendo deliberaretur, inviandola il 12 settembre 1566 al calvinista svizzero Theodor Zwinger, laureato medico a Padova e professore nell'Università di Basilea, perché la trasmetta ai capi della Chiesa riformata di Basilea e di Augusta.
Paleario vorrebbe che l'opera, che sarà pubblicata nel 1600 a Heidelberg, costituisse una base di discussione teologica in vista di quell'auspicato Concilio, allargato anche ai laici, che egli aveva già proposto più di vent'anni prima ai maggiori esponenti protestanti.
Esordisce rivolgendosi ai prìncipi affinché, rigettando l'opinione dell'infallibilità papale definita eronea, divengano essi i nuovi apostoli che ristabiliscano l'autentica verità evangelica; sostiene che infatti, fin dalle origini, esistettero falsi apostoli che pervertirono quella verità, introducendo, in luogo della giustificazione per la sola fede nell'opera di Cristo, quella per le opere umane e i precetti ecclesiastici. Rifiutata la tradizione della Chiesa, che non può esse anteposta alla Scrittura, considera superstizioni la fede nel purgatorio, il culto delle reliquie, il celibato dei preti e la dottrina della transustanziazione.
Secondo Paleario Gesù Cristo, e non il papa, è l'unico capo della Chiesa, la quale è formata da tutti i credenti di ogni tempo e di ogni luogo, eletti e giustificati; è evidente invece che nella Chiesa storica vi siano stati e vi siano, insieme con buoni cristiani, anche cristiani di poca o nessuna fede, e dunque non cristiani; se ciò è avvenuto, secondo Paleario, è perché in luogo dell'insegnamento evangelico della Chiesa fondata su Cristo, si è sostituito l'insegnamento di una Chiesa fondata sul primato di Pietro e dei suoi presunti successori. Se allora il papato è il responsabile primo del traviamento della Chiesa, è necessario che un concilio ristabilisca la vera dottrina, elimini la corruzione ecclesiastica e ristabilisca l'unità dei cristiani.
Nel trattato Aonio Paleario sostiene che il papato, con i suoi privilegi e la sua avidità di ricchezze, non è solo responsabile della crisi della Chiesa, ma anche dei mali che attanagliano l'Italia, luogo di guerre cui partecipano gli stessi papi, ove liberamente agiscono prostitute, lenoni e simoniaci, ma s'incarcerano, si torturano e si mandano a morte coloro che chiedono la restaurazione della parola del Vangelo.
Il trattato si chiude respingendo l'imposizione del giuramento ai cristiani, in quanto sarebbe vietato dal Vangelo (Matteo, 5, 33 – 36) e con il presentimento del proprio futuro martirio: «se accadrà qualcosa di grave a me, che ho assunto la causa comune per la gloria di Cristo, per la salvezza dei fratelli, con una decisione pericolosa ma con animo pio, certo non mi rincrescerà se, per aver difeso il Vangelo del figlio di Dio, accadrà quel che deve accadere. Vieni, dunque, carnefice, lega le miei mani, copri il mio capo: mi offro ai tormenti e all'ira dei pontefici, colpisci con la scure! Quanto grande sarà questa crudeltà e sevizia che la morte stessa non possa saziare? I papi non sono soddisfatti finché le nostre viscere non saranno dilaniate e gettate nel fuoco. Vieni, carnefice! Sopporteremo anche questo».

### L'ultimo processo

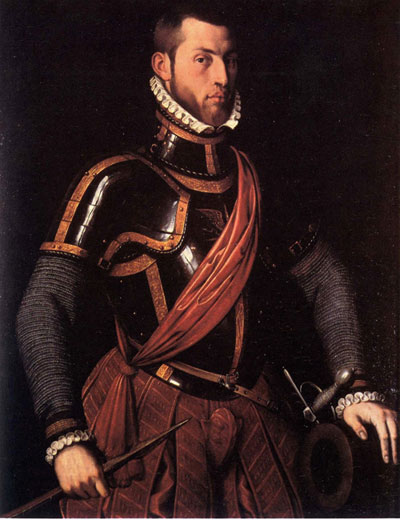
Vespasiano I Gonzaga

Nel 1567 Paleario chiese al tipografo di Basilea Tommaso Guarino la ristampa delle sue opere, nel frattempo esaurite, con l'accortezza di non indicare, nel frontespizio, che esse erano state riviste e approvate dall'autore; questa cautela fu però disattesa e così l'inquisitore di Milano, Angelo da Cremona, trovò nell'orazione Pro se ipso gli stessi elogi dei teologi protestanti e gli stessi attacchi alla Chiesa cattolica contenuti nella precedente edizione.
Il 19 aprile Paleario fu sottoposto a un primo interrogatorio e il 20 agosto riceveva l'ingiunzione di presentarsi al Tribunale dell'Inquisizione di Roma. Incarcerato a Milano, Aonio presentò in settembre certificati medici che attestavano la sua impossibilità di mettersi in viaggio: gli fu accordata una dilazione e fu liberato ma il 2 maggio 1568, alla nuova ingiunzione giuntagli da Roma, dovette obbedire. Vane erano state le sue richieste di intercessione rivolte una, indirettamente, al principe di Sabbioneta Vespasiano Gonzaga, che Aonio consolava della perdita della moglie Anna d'Aragona e una esplicita, all'imperatore Massimiliano II: alla fine di agosto 1568 è rinchiuso nel carcere romano di Tor di Nona.
Dal 16 settembre, data del primo interrogatorio, fino alla fine dell'anno, il processo sembra procedere stancamente: la svolta avviene il 14 gennaio 1569, con nuove testimonianze contro il Paleario, delle quali non si conosce tuttavia il contenuto, se non che riguardano l'opera Pro se ipso; si conosce la dichiarazione dell'umanista fatta ai giudici il 18 marzo: «Se le vostre signorie hanno tanti testimoni contro di me, è inutile che arrechiate a me e a voi ulteriore molestia. Ho deliberato di seguire il consiglio del beato Pietro apostolo, il quale dice. "Cristo soffrì per noi e vi ha lasciato un esempio affinché seguiate le orme di Colui che non commise peccato, e nella cui bocca non fu trovato inganno: il quale, venendo maledetto, non malediceva; venendo esposto, non minacciava, ma si consegnava a colui che lo giudicava ingiustamente". Giudicate, dunque, e condannate Aonio e sia data soddisfazione ai miei detrattori e al vostro ufficio».
Nell'interrogatorio del 6 giugno afferma che «non può essere vicario di Cristo e successore di Pietro chi non ha amore per il prossimo» e che «non è lecito che chi agisce come vicario di Cristo e successore di Pietro punisca e agisca così contro gli eretici. Chi si comporta così non opera come vicario di Cristo»; il 19 luglio conferma la sua professione di fede, e rifiuta di riconoscersi in errore, perché «chi è prossimo a vedere la gloria di Cristo non può errare». In agosto rifiuterà ancora di riconoscersi colpevole di alcunché e non coinvolse mai alcun amico di fronte al tribunale, che allontana ancora la sentenza, lasciandolo in carcere; due teologi vengono ogni tanto a visitarlo, disputando con Paleario, il quale sostiene che una sola è l'eresia: non amare Dio e il prossimo.
Il 4 ottobre 1569 affronta l'ultimo interrogatorio, nel quale non riconosce errori, e accusa papa Pio V di aver tolto dal breviario il nome di Cristo e di essere in peccato mortale per aver fatto uccidere gli eretici: Aonio fa, in forma indiretta, un confronto fra la Riforma protestante che pone al centro Cristo e la Controriforma cattolica che abbandona la centralità di Cristo, sostituita dalla centralità del papato.

### La condanna

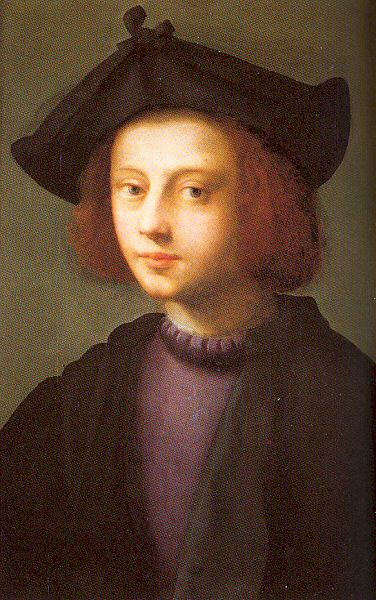
Domenico Puligo: Pietro Carnesecchi

I giudici concludono che Aonio «negava che esistesse e che si ritrovasse il purgatorio; disapprovava l'uso di seppellire i morti nelle chiese e sosteneva che si doveva allontanare in altro modo il fetore dei cadaveri; affermava che questo era il costume degli antichi romani, che decisero di seppellire i morti fuori dell'Urbe; disprezzava e aveva una pessima opinione della condizione e dell'abito dei monaci, paragonati ai sacerdoti di Marte, che portavano gli ancili attraverso Roma cantando e danzando, e ai sacerdoti di Cibele i quali, con vesti lacerate, torcevano il collo come una torcia, e ai magi dei Galli; li derideva anche per i vari abiti religiosi; sembrava attribuire la giustificazione alla sola fede nella misericordia divina, che ha rimesso i peccati per l'opera di Cristo».
Il 14 giugno 1570 i cardinali preposti all'inquisizione gli ordinano l'abiura; «Venerdì 30 giugno 1570, dinanzi al Santissimo, gli illustrissimi e reverendissimi predetti cardinali, tenuto conto di ciò che disse Aonio Paleario e avendo egli dichiarato di non volere in nessun modo portare l'abitello [l'abito imposto dalla Chiesa agli eretici] come gl'imponeva la sentenza, lo giudicarono impenitente e pertanto doversi consegnare al giudice secolare perché fosse punito secondo le sacre leggi; ordinarono perciò che fosse consegnato al reverendissimo governatore dell'alma Urbe».
All'alba del 3 luglio 1570 scrive le sue due ultime lettere, dirette ai figli Lampridio e Fedro e alla moglie Marietta:
Fu impiccato e il cadavere fu bruciato sulla piazzetta allora posta davanti a ponte Sant'Angelo, dove nel 1567 era stato decapitato e bruciato Pietro Carnesecchi.

### Opere
- Aonii Palearii Verulani, Epistolarum lib. IV, Eiusdem Orationes XII, De animorum immortalitate lib. III, Lugduni, apud Seb. Gryphium, 1552
- Aonii Palearii Verulani, Opera, Amstelaedami, apud Henricum Wetstenium, 1696
- Aonii Palearii, Opera, F. A. Hallbauer, Jena, 1728
- Aonio Paleario, Dell'economia o vero del governo della casa, a cura di S. Caponetto, Firenze, 1983 ISBN 88-222-3160-0

### Traduzioni
- Opuscoli e lettere di Riformatori italiani del Cinquecento, Bari 1927
- Atto di accusa contro i papi di Roma e i loro seguaci, a cura di L. De Sanctis, Torino 1861, Livorno 1973, Foggia 1980

### Studi
- G. Laderchi, Annales Ecclesiastici, Romae, 1733
- Cesare Cantù, Aonio Paleario, in Italiani illustri, II, Milano, Libreria Brigola, 1873,  pp. 233-256.
- G. Morpurgo, Un umanista martire. Aonio Paleario e la riforma teorica italiana nel sec. XVI, Città di Castello, 1912
- D. Cantimori, Eretici italiani del Cinquecento, Firenze, 1939
- G. Saitta, Il pensiero italiano nell'Umanesimo e nel Rinascimento, Firenze, 1961
- N. Badaloni, R. Barilli, W. Moretti, Cultura e vita civile tra Riforma e Controriforma, Roma-Bari, 1973
- M. Bendiscioli, Penetrazione protestante e repressione controriformistica in Lombardia all'epoca di Carlo e Federico Borromeo, in AA. VV., «Dalla Riforma alla Controriforma», Bologna, 1974
- M. Bendiscioli, San Carlo Borromeo e la Riforma cattolica, in AA. VV., «Dalla Riforma alla Controriforma», Bologna, 1974
- V. Marchetti, Gruppi ereticali senesi del Cinquecento, Firenze, 1975
- S. Caponetto, Aonio Paleario (1503 - 1570) e la Riforma protestante in Toscana, Torino, 1979
- E. Gallina, Aonio Paleario, 3 voll., Sora, 1989
- A. Dal Canto, Aonio Paleario. Un martire del libero pensiero, Foggia 1995 ISBN 88-86452-53-5
- G. D'Onorio, A. Gabriele, Aonio Paleario. Tra l'edito e l'inedito. Profilo biografico e documentazione notarile, Sora 2008